# Fandango! Tour
Fandango! Tour – pierwsza trasa koncertowa grupy muzycznej ZZ Top. W jej trakcie odbyło się pięćdziesiąt pięć koncertów.
1. 28 marca 1975 – Toledo, Ohio, USA – Toledo Sports Arena
2. 29 marca 1975 – Trotwood, Ohio, USA – Hara Arena
3. 31 marca 1975 – Grand Rapids, Michigan, USA – Grand Rapids Civic Auditorium
4. 18 kwietnia 1975 – Huntington, Wirginia Zachodnia, USA – Veterans Memorial Fieldhouse
5. 23 kwietnia 1975 – Pittsburgh, Pensylwania, USA – Pittsburgh Civic Arena
6. 27 kwietnia 1975 – Rockford, Illinois, USA – Illinois National Guard Armory
7. 10 maja 1975 – Landover, Maryland, USA – Capital Centre
8. 21 maja 1975 – Boston, Massachusetts, USA – Citi Performings Arts Centre
9. 22 maja 1975 – Niagara Falls, Nowy Jork – Niagara Falls Convention Center
10. 23 maja 1975 – Nowy Jork, Nowy Jork, USA – Felt Forum
11. 30 maja 1975 – Erie, Pensylwania, USA – Erie County Field House
12. 12 czerwca 1975 – Portland, Oregon, USA – Memorial Coliseum
13. 15 czerwca 1975 – Spokane, Waszyngton, USA – Spokane Coliseum
14. 17 czerwca 1975 – Winchester, Nevada, USA – Sahara Hotel and Casino
15. 19 czerwca 1975 – Inglewood, Kalifornia, USA – Kia Forum
16. 20 czerwca 1975 – San Diego, Kalifornia, USA – San Diego Sports Arena
17. 21 czerwca 1975 – Tempe, Arizona, USA – Tempe Diablo Stadium
18. 22 czerwca 1975 – Long Beach, Kalifornia, USA – Long Beach Arena
19. 27 czerwca 1975 – Lincoln, Nebraska, USA – Pershing Center
20. 28 czerwca 1975 – Sioux City, Iowa, USA – Sioux City Municipal Auditorium
21. 29 czerwca 1975 – Fargo, Dakota Północna, USA – Red River Valley Fair
22. 5 lipca 1975 – Tampa, Floryda, USA – Tampa Stadium
23. 19 lipca 1975 – Long Beach, Kalifornia, USA – Long Beach Arena
24. 20 lipca 1975 – San Jose, Kalifornia, USA – San Jose Civic Auditorium
25. 23 lipca 1975 – Memphis, Tennessee, USA – Mid-South Coliseum
26. 24 lipca 1975 – Houston, Teksas, USA – Sam Houston Coliseum
27. 25 lipca 1975 – San Antonio, Teksas, USA – San Antonio Civic Center
28. 26 lipca 1975 – Nowy Orlean, Luizjana, USA – Tad Gormley City Park Stadium
29. 27 lipca 1975 – Tulsa, Oklahoma, USA – Tulsa Pavillion
30. 28 lipca 1975 – Kansas City, Missouri, USA – Memorial Hall
31. 31 lipca 1975 – Dallas, Teksas, USA – Dallas Market Center
32. 7 sierpnia 1975 – Hempstead, Nowy Jork, USA – Calderone Concert Hall
33. 8 sierpnia 1975 – Harrisburg, Pensylwania, USA – Pennsylvania Farm Show Complex
34. 9 sierpnia 1975 – Asbury Park, New Jersey, USA – Asbury Park Convention Hall
35. 11 sierpnia 1975 – Memphis, Tennessee, USA – Ellis Auditorium
36. 27 sierpnia 1975 – Denver, Kolorado, USA – McNichols Sports Arena
37. 28 sierpnia 1975 – Denver, Kolorado, USA – McNichols Sports Arena
38. 29 sierpnia 1975 – Denver, Kolorado, USA – McNichols Sports Arena
39. 13 września 1975 – Atlanta, Georgia, USA – Omni Coliseum
40. 27 września 1975 – Albany, Nowy Jork, USA – Palace Theatre
41. 2 października 1975 – Springfield, Massachusetts, USA – Springfield Civic Center
42. 3 października 1975 – Boston, Massachusetts, USA – Boston Garden
43. 31 października 1975 – Kansas City, Missouri, USA – Kemper Arena
44. 13 listopada 1975 – Henrietta, Nowy Jork, USA – The Dome Center
45. 15 listopada 1975 – Passaic, New Jersey, USA – Capitol Theatre
46. 19 listopada 1975 – Cleveland, Ohio, USA – Public Auditorium
47. 20 listopada 1975 – Cincinnati, Ohio, USA – Riverfront Coliseum
48. 22 listopada 1975 – New York City, Nowy Jork, USA – Felt Forum
49. 26 listopada 1975 – San Antonio, Teksas, USA – HemisFair Arena
50. 27 listopada 1975 – Houston, Teksas, USA – The Summit
51. 28 listopada 1975 – Fort Worth, Teksas, USA – Tarrant County Convention Center
52. 29 listopada 1975 – Dallas, Teksas, USA – Dallas Memorial Auditorium
53. 9 stycznia 1976 – Toronto, Ontario, Kanada – Maple Leaf Gardens
54. 23 stycznia 1976 – Des Moines, Iowa, USA – Veterans Memorial Auditorium
55. 20 lutego 1976 – Indianapolis, Indiana, USA – Indiana Convention Center